# Sciences humaines aux États-Unis
 (janvier 2023).
Les sciences humaines aux États-Unis font référence à l'étude disciplinaire des sciences humaines, telles que la littérature, l'histoire, la langue, les arts du spectacle ou la philosophie, aux États-Unis. De nombreux collèges et universités américains cherchent à offrir une large gamme d'« éducation en arts libéraux », dans laquelle tous les étudiants des collèges étudient les sciences humaines en plus de leur domaine d'étude spécifique. Un accent sur les arts libéraux est souvent associé à des exigences scolaires; les collèges, y compris le Saint Anselm College et le Providence College, ont des programmes de base obligatoires de deux ans en sciences humaines pour leurs étudiants.
La Commission Rockefeller décrit en 1980 les sciences humaines dans son rapport The Humanities in American Life comme suit : « À travers les humanités, nous réfléchissons à la question fondamentale : qu'est-ce que cela signifie d'être humain ? Les sciences humaines offrent des indices, mais jamais une réponse complète. Ils révèlent comment les gens ont essayé de donner un sens moral, spirituel et intellectuel à un monde dans lequel l'irrationalité, le désespoir, la solitude et la mort sont aussi visibles que la naissance, l'amitié, l'espoir et la raison. »

## Validité conceptuelle
Le concept même des « humanités » en tant que classe ou genre, distinct des « sciences », fait l'objet d'attaques répétées au XXe siècle. La Structure des révolutions scientifiques de Thomas Kuhn soutient que les forces motrices du progrès scientifique ont souvent moins à voir avec une inférence objective à partir d'une observation impartiale qu'avec des facteurs sociologiques et culturels beaucoup plus chargés de valeurs. Richard Rorty soutient que la distinction entre les sciences et les humanités est préjudiciable aux deux activités : plaçant la première sur un piédestal immérité et condamnant la seconde à l'irrationalité. La position de Rorty exige un rejet total des distinctions philosophiques traditionnelles telles que celles entre apparence et réalité, subjectif et objectif, en les remplaçant par ce qu'il approuve comme un nouveau « flou ». Cela conduit à une sorte de pragmatisme où « les oppositions entre les humanités, les arts et les sciences, pourraient peu à peu s'estomper... Dans cette situation, « les humanités » ne se penseraient plus comme telles... »

## Modernisme et postmodernisme
Aux États-Unis, la fin du XXe siècle voit un défi à l'« élitisme » des sciences humaines, qu'Edward Saïd qualifie de « philosophie conservatrice du raffinement ou de la sensibilité gentleman. » Ces postmodernes ont fait valoir que les sciences humaines devraient aller au-delà de l'étude des « hommes blancs morts » pour inclure le travail des femmes et des personnes de couleur, et sans parti pris religieux. Le philosophe français Michel Foucault a été une partie très influente de ce mouvement, déclarant dans The Order of Things que « nous ne pouvons étudier que les individus, pas la nature humaine. » Cependant, certains dans les sciences humaines pensent que de tels changements pourraient être préjudiciables; on dit que le résultat est ce que Eric Donald Hirsch appelle le déclin de l'alphabétisation culturelle.

## Institutions nationales
Le président Lyndon Johnson signe la National Foundation on the Arts and Humanities Act en 1965 créant le National Council on the Humanities et finançant aussi le Fondation nationale pour les sciences humaines (National Endowment for the Humanities ; NEH) en 1969. NEH est une agence subventionnaire indépendante du gouvernement des États-Unis dédiée au soutien de la recherche, de l'éducation, de la préservation et des programmes publics dans les sciences humaines (voir Humanités publiques).
NEH a facilité la création de State Humanities Councils  dans les 56 États et territoires américains. Chaque conseil fonctionne de manière indépendante, définissant les «humanités» en relation avec les disciplines, les sujets et les valeurs valorisées dans les régions qu'ils desservent. Les conseils accordent des subventions à des particuliers, des universitaires ou des organisations à but non lucratif dédiés aux sciences humaines dans leur région. Les conseils offrent également divers programmes et services qui répondent aux besoins de leurs communautés et selon leurs propres définitions des sciences humaines.

## Perspectives de carrière
La critique du programme traditionnel d'études en sciences humaines a été formulée par des critiques qui les considèrent à la fois coûteux et relativement «inutiles» sur le marché du travail américain moderne, où plusieurs années d'études spécialisées sont nécessaires dans la plupart des domaines d'emploi. 
Selon un rapport de 2018 des Humanities Indicators, les taux de chômage des majors en sciences humaines étaient légèrement plus élevés et leurs revenus étaient légèrement inférieurs à la moyenne des titulaires d'un diplôme universitaire ayant des niveaux de diplôme similaires (bien que les deux soient encore nettement meilleurs que pour ceux sans diplôme universitaire) . Cependant, leur niveau général de satisfaction à l'égard de leur emploi et de leur vie était essentiellement le même que celui des diplômés d'autres domaines, plus de 85 % des diplômés en sciences humaines se déclarant satisfaits de leur emploi. En 2015, environ cinq millions de personnes employées dans des emplois de gestion et professionnels étaient titulaires d'un baccalauréat en sciences humaines.